# منعطف خطر (مسلسل)
منعطف خطر هو مسلسل تشويق وإثارة مصري من إخراج سدير مسعود وبطولة باسل خياط، ريهام عبد الغفور، باسم سمرة، تامر نبيل، أحمد صيام، وسلمى أبو ضيف. صدر المسلسل على منصة شاهد في 15 يوليو 2022.

## قصة المسلسل
تعثر المباحث على جثة "سلمى الوكيل"، الشهيرة على مواقع التواصل الاجتماعي والفتاة التي يتابعها مئات الآلاف على تطبيق تيك توك، في سيارة "خالد يحيى"، المُرشح لرئاسة نادي جماهيري. يُكلف المقدم "هشام" بالتحقيق في القضية التي تثير الرأي العام وتتبع الأحداث التحقيقات اليومية لجريمة قتل "سلمى".

## طاقم العمل
- باسل خياط بدور هشام منتصر
- ريهام عبد الغفور بدور جيهان
- باسم سمرة بدور جمال الوكيل
- تامر نبيل بدور مصطفى خلف
- آدم الشرقاوي بدور كريم
- أحمد صيام بدور محسن
- سلمى أبو ضيف بدور سلمى الوكيل
- حمزة العيلي بدور حسن الوكيل
- سمر مرسي بدور أميرة
- محمد علاء بدور خالد سليمان
- أحمد ماهر بدور سلامة
- خالد كمال بدور عز سليمان

## وصلات خارجية
- منعطف خطر على موقع IMDb (الإنجليزية)
- منعطف خطر على موقع قاعدة بيانات الأفلام العربية
- منعطف خطر على موقع قاعدة بيانات الفيلم (الإنجليزية)